# Act. 2 Narcissus
Act. 2 Narcissus è il secondo EP del gruppo musicale sudcoreano Gugudan, pubblicato il 27 febbraio 2017 dalla Jellyfish Entertainment e distribuito da CJ E&M.

## Tema
Il tema dell'album si basa sulla mitologia greca. Si reinterpreta la parola "narcissism" ("narcisismo" in italiano) in un messaggio più positivo, ovvero quello di amare se stessi. Come motivo della copertina dell'album il gruppo ha usato il dipinto di Caravaggio Narciso.

## Tracce
1. Rainbow – 3:36 (testo: Jang Yeojin, An Yeongju – musica: Maria Marcus, Erik Lidbom)
2. A Girl Like Me – 2:55 (Chowool)
3. Hate You – 3:11 (testo: Ravi (VIXX) – musica: Ravi, PUFF)
4. One Step Closer – 3:48 (Jinli, Glory Face)
5. Make a Wish – 4:02 (testo: Kim Ji-hyang – musica: MELODESIGN)
6. A Girl Like Me (Instrumental) – 2:55 (musica: Chowool)

## Classifiche
| Classifica (2017) | Posizione massima |
| ----------------- | ----------------- |
| Corea del Sud     | 3                 |